# Dlhé pleso (Velická dolina)
Dlhé pleso je karové pleso ve Velické dolině ve Vysokých Tatrách na Slovensku. Má rozlohu 0,6255 ha, je 185 m dlouhé a 61 m široké. Dosahuje maximální hloubky 5,6 m a objemu 14 408 m³. Leží v nadmořské výšce 1939 m.

## Okolí
Pleso se nachází v části Velické doliny nazývané Vyšná Kvetnica. Na severovýchodě se zvedá jižní rameno Guľatého kopce. Na západě do severního konce jezera ústí Krčmárov žľab z východního úbočí Gerlachovského štítu. Severně nad plesem se zvedá Zadná Velická dolina.

## Vodní režim
Z jižního konce plesa odtéká Velický potok. Rozměry jezera v průběhu času zachycuje tabulka:
| Rok     | Měření prováděl   | Rozloha ha | Délka m | Šířka m | Hloubka max.m | Objem m³ |
| ------- | ----------------- | ---------- | ------- | ------- | ------------- | -------- |
| 1929    | Franz Stummer     | 0,5708     | 180     | 52      | 5,7           | [ 2 ]    |
| 1961–67 | pracovníci TANAPu | 0,630      | 185     | 61      | 5,0           | [ 2 ]    |
| 2005    | Gregor, Pacl      | 0,6255     | [ 2 ]   | [ 2 ]   | 5,6           | 14 408   |

## Přístup
Pleso je přístupné pro veřejnost od 16. června do 31. října po  zelené turistické značce od Sliezskeho domu a cesta trvá asi 1 hod. Značka prochází nad východním břehem jezera.